# Леонтий (Смирнов)
Архиепископ Леонтий (в миру Михаил Павлович Смирнов; 20 мая 1876, Новгородская губерния — 28 января 1953, Архангельск), деятель Русской православной церкви, архиепископ Архангельский и Холмогорский.

## Биография
Родился в семье причётника Новгородской губернии. Окончил Новгородское духовное училище, Новгородскую духовную семинарию в 1897 году, после окончания учёбы был назначен в ней помощником инспектора. 27 февраля 1900 года рукоположён в сан иерея, с назначением к Введенской церкви с. Лохта Череповецкого уезда. К 1916 году служил в Покровской церкви с. Логиново того же уезда.
В 1931 году был арестован в храме во время богослужения по доносу местного коммуниста и осужден по статье 58-10 УК РСФСР сроком на пять лет исправительно-трудовых лагерей. Срок отбывал на Соловках и в Кемских лагерях. После освобождения сначала служил в селе Ильинском Ярославской области, а потом был переведён в чине благочинного в храм «Утоли моя печали» в райцентр Некрасовское. Ему удалось восстановить разрушенный главный купол церкви и водрузить на нём крест.
В быту вне храма никогда не снимал своего поношенного подрясника, сшитого из простого тёмного материала. При его появлении на улице, бывало, прохожие посмеивались над странным священником, а некоторые даже оскорбляли и издевались над ним. В то время священнослужители были «вне закона», подвергались всеобщему глумлению и осмеянию. Поэтому большинство из них вне храма носили светскую одежду, коротко стригли волосы, из-за чего их невозможно было отличить от остальных людей. Владыка Леонтий в своей рясе, с длинными волосами выглядел как чужак. Однажды один из подростков, подсмеивавшихся над архиереем, бросил в него камень, который попал владыке в глаз и выбил его. Как сообщает семейное предание, он не рассердился на испугавшегося хулигана, а благословил его и даже успокаивал, что все так получилось. Затем занёс в свой поминальник и молился о его здравии.
После смерти супруги 4 мая 1944 года пострижен в монашество.
5 мая в зале заседаний Священного Синода при Московской Патриархии совершено наречение иеромонаха Леонтия (Смирнова) во Епископа Архангельского.
6 мая 1944 года в Московском Богоявленском Кафедральном Патриаршем Соборе хиротонисан во епископа Архангельского и Холмогорского. Чин хиротонии совершали Патриарх Сергий, архиепископ Виталий (Введенский) и епископ Дмитровский Иларий (Ильин).
Приехал в Архангельск, когда в епархии служили всего три священника. Участвовал в Поместном соборе 31 января — 4 февраля 1945 года. 28 марта 1945 года епископ Леонтий принял покаяние обновленческого митрополита Мелхиседека (Николаева) — он был принят в сане епископа как епископ «старого поставления».
За время своего управления епархией освятил более 30 православных храмов; их общее число достигло 35. (В епархию, кроме Архангельской области, входили Коми АССР и Мурманская область). В годы Великой Отечественной войны благословил сбор средств для нужд Красной армии. Под его руководством было собрано и внесено в Госбанк и Фонд семей Красной армии свыше 233 тыс. рублей.
25 февраля 1952 года возведён в сан архиепископа.
Был удивительно смиренным и кротким архипастырем. Жил очень скромно и имел всего одну панагию, из дома на службы добирался пешком.
Погребение архиепископа Леонтия 26 января 1953 года возглавил епископ Вологодский и Череповецкий Гавриил (Огородников). Похоронен у алтарной части Свято-Ильинского кафедрального собора на Ильинском кладбище в Архангельске. На памятнике, изготовленном в виде аналоя, были запечатлены предсмертные слова архипастыря: «Дети мои, любите Церковь, молитесь Богу, молитесь за обижающих вас».
Прихожане собора почитают его как святого. Материалы, связанные с жизнью и деятельностью архиепископа Леонтия, были представлены Архангельской епархией в Священный Синод для канонизации в сонме новомучеников и исповедников Российских.

## Семья
Супруга — Юлия Александровна (урождённая Сперанская) — из семьи священнослужителя. В семье было семеро детей: Лидия, Вера, Елена, Екатерина, Надежда, Ольга и Николай.